# Peggy Antonio
Peggy Antonio (* 2. Juni 1917 in Melbourne, Australien; † 11. Januar 2002 in Bundoora, Melbourne) war eine australische Cricketspielerin, die zwischen 1934 und 1937 für die australische Nationalmannschaft spielte. Sie galt als eine der besten Spin-Bowlerinnen ihrer Zeit.

## Aktive Karriere
Nachdem sie mit 13 Jahren mit dem Cricket-Spiel begonnen hatte, wurde sie mit 15 Jahren erstmals für Victoria berufen und konnte dort mit ihren Fähigkeiten im Spin Bowling Aufsehen erregen. Dies führte dazu, dass sie schnell mit einem der besten Bowler ihrer Zeit, Clarrie Grimmett, vergleichen wurde und als the girl Grimmett bezeichnet wurde. Als England in der Saison 1934/35 nach Australien kam, konnte sie für Victoria in einem Tour-Match zehn Wickets für 48 Runs erreichen. Daraufhin wurde sie für den ersten WTest überhaupt nominiert. Im dritten Spiel der Serie gelangen ihr dann 6 Wickets für 49 Runs. Im Sommer 1937 begab sie sich mit dem australischen Team auf die Schiffsreise nach England für die dortige Tour. Im ersten WTest gelangen ihr im ersten Innings 6 Wickets für 51 Runs und im zweiten 3 Wickets für 40, womit sie großen Anteil am ersten Sieg Australiens hatte. Im zweiten WTest konnte sie dann noch einmal drei (3/34) und fünf (5/20) Wickets erreichen, was die Niederlage jedoch nicht verhinderte. Im abschließenden WTest der Serie erreichte sie mit 37 Runs ihre beste Run-Zahl ihrer WTest-Karriere. Es sollte ihr letzter WTest sein. Mit 22 Jahren erklärte sie im November 1939 ihren Rücktritt vom Cricket, auch um sich anderen Dingen widmen zu können. Bei der Tour Englands in der Saison 1948/49 spielt sie noch einmal im Abschiedsspiel von Nell McLarty gegen die englische Mannschaft und spielte weiter Clubcricket.

## Nach der aktiven Karriere
Während des Zweiten Weltkriegs heiratete sie und gründete eine Familie.